# Cheetah (Wild Adventures)
Cheetah in Wild Adventures (Valdosta, Georgia, USA) war eine Holzachterbahn des Herstellers Custom Coasters International, die am 16. Juni 2001 eröffnet wurde. Im Januar 2021 wurde bekannt gegeben, dass Cheetah nicht mehr eröffnet und Platz macht für neue Attraktionen.
Sie gehörte zur Kategorie der Hybrid-Holzachterbahnen mit Stahlstruktur, was bedeutet, dass die Schienen zwar aus Holz sind, die Stützen jedoch aus Stahl. Die 817 m lange Strecke beschrieb ein einfaches Out-&-Back-Layout, besaß aber ein Figur-8-Ende. Es wurde eine Höhe von 28 m erreicht und der First Drop besaß eine Höhe von 27 m. Die Züge erreichenten eine Höchstgeschwindigkeit von 84 km/h.

## Züge
Cheetah besaß zwei Züge von Gerstlauer Amusement Rides mit jeweils sechs Wagen. In jedem Wagen konnten vier Personen (zwei Reihen à zwei Personen) Platz nehmen.